# 麼地道
22°17′48″N 114°10′33″E / 22.296728°N 114.175884°E

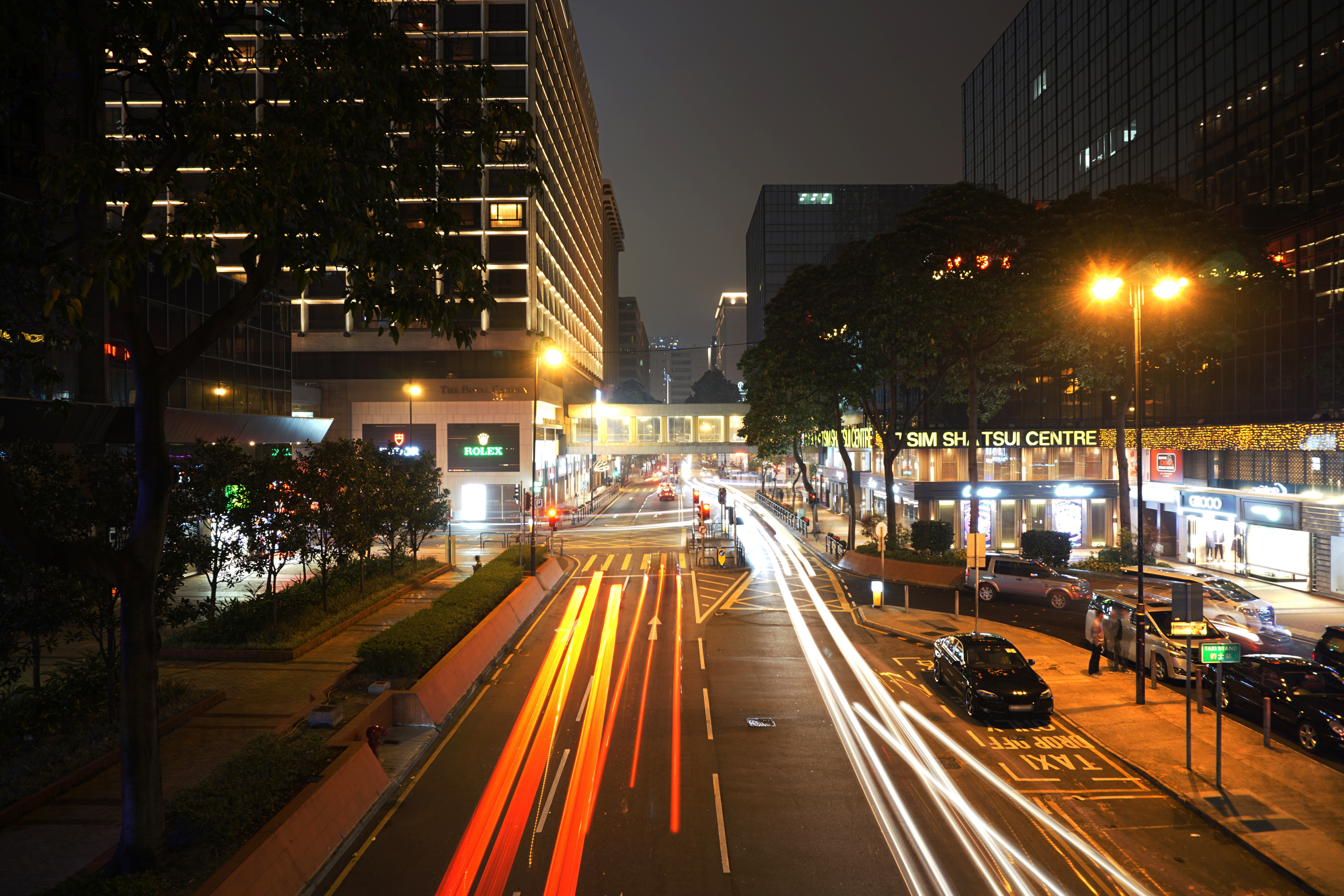
麼地道夜景

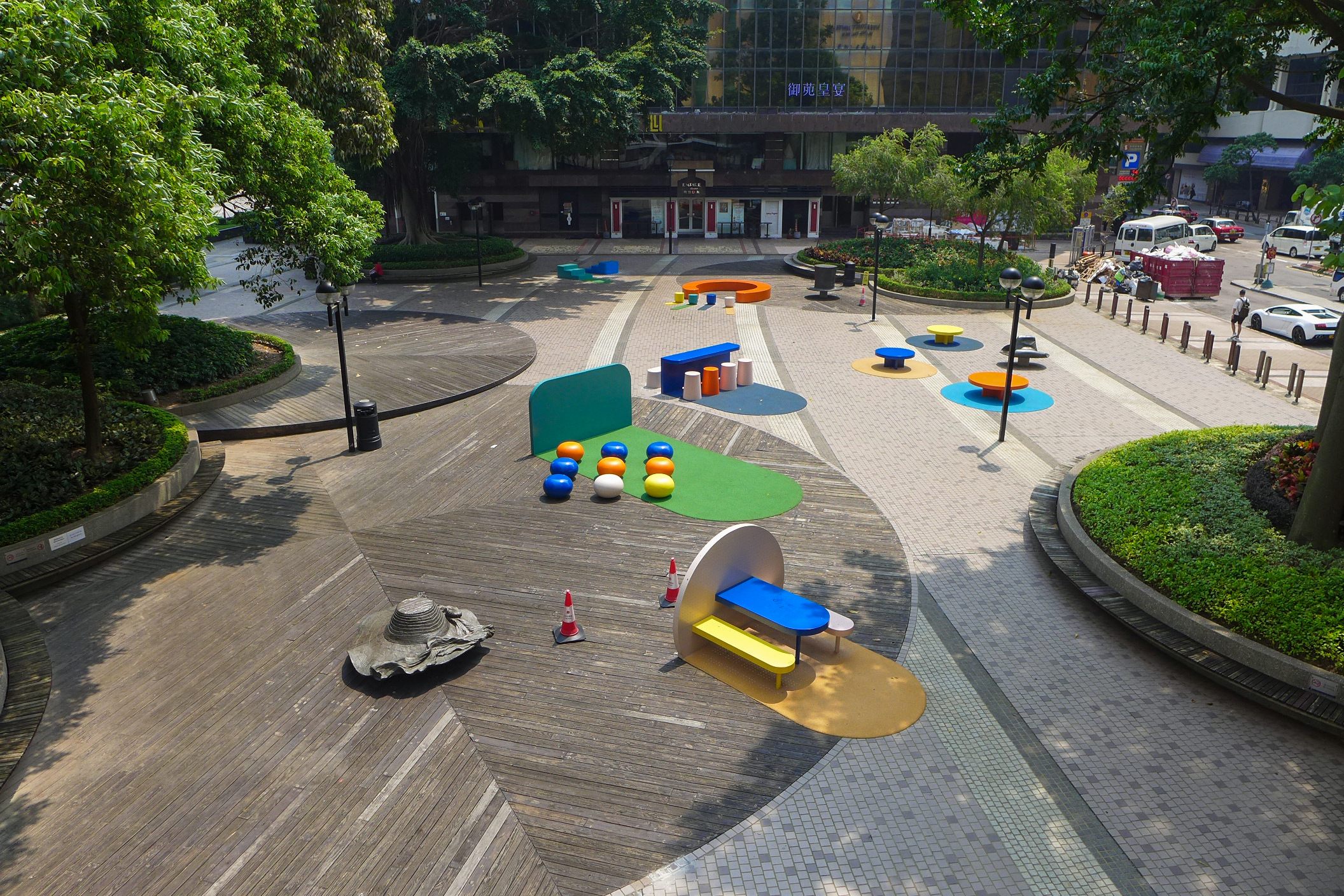
麼地道花園為2017年「城市藝裳計劃：樂坐其中」其中一個試點，由設計組合KaCaMa操刀

麼地道（英語：Mody Road）是香港九龍尖沙咀的一條道路，西接彌敦道近香港凱悅酒店，橫跨漆咸道南，東北接科學館道近尖東消防局。其中麼地道的東段，為尖沙咀東一帶的主要道路。
麼地道地底設有一條行人隧道，沿途有多個出入口，呈東西走向，可通往港鐵尖東站及尖沙咀站，其中P1、P2及P3出口更設有升降機往返地面及地底。

## 歷史
1887年，政府已修築了一條連接彌敦道及漆咸道的道路，惟當時未有命名。1909年3月，政府在整頓九龍區街道名稱時，為紀念印度商人麼地爵士（Hormusjee Naorojee Mody）捐款協助香港大學成立及其他對香港的貢獻，便將該段路命名為麼地道。
1970年代，漆咸道以東的紅磡灣進行填海，得出尖沙咀東的土地，其中一條與麼地道相連的道路原名為正義道，但後來當局決定將之視為麼地道的延伸段，成為尖東的主要道路。一個鄰近麼地道的廣場，也被命名為麼地廣場。同樣的情況也出現於其北面的加連威老道上。

## 著名地點
商業大樓
- 華懋廣場
- 半島中心
- 安達中心
- 帝國中心
- 好時中心
- 尖沙咀中心
- 冠華中心
- 美麗都大廈
- 永安廣場
- 南洋中心

酒店
- 千禧新世界香港酒店
- 帝苑酒店
- 富豪九龍酒店
- 九龍香格里拉大酒店
- 海景嘉福酒店
- 金域假日酒店

花園
- 麼地道花園
- 市政局百週年紀念花園
- 尖沙咀東海濱平台花園

## 外部參考資料
- 麼地之簡介 （页面存档备份，存于），作者何志平。